# Кужетенские горячие источники
Кужетенские горячие источники — минеральные горячие источники в южной части полуострова Камчатка.

## География
Расположены термальные источники на небольшом правом притоке реки Голыгиной — реке Кужетене, в 4 км от устья.
Дебит всех Кужетенских источников — 5 л/с. Дебит главного грифона — 2-2,5 л/с, температура — 65 °C, минерализация — 1,26 г/л; борной кислоты — 0,02 г/л. Выделяющийся газ в источниках — азот с небольшой примесью метана.
Эти источники с лечебной точки зрения интереса не представляют.